# Біржовий курс
Біржов́ий кýрс – продажна ціна цінного паперу (акції, облігації), який обертається на біржі. Біржовий курс знаходиться у прямій залежності від величини дивіденду і в зворотній залежності – від норми позичкового відсотка.
біржовий курс цінного папера [Архівовано 31 травня 2014 у Wayback Machine.] - розрахункове значення ціни цінного папера (ринкова ціна цінного папера), яке визначається відповідно до порядку визначення біржового курсу цінного папера, встановленого Національною комісією з цінних паперів та фондового ринку, та оприлюднено відповідно до Положення про функціонування фондових бірж [Архівовано 31 травня 2014 у Wayback Machine.]
ОСОБЛИВОСТІ РОЗРАХУНКУ
Біржовий курс цінного папера розраховується у день проведення біржових торгів за цим цінним папером шляхом розрахунку середнього арифметичного зваженого цін біржових контрактів (договорів), укладених у такий торговельний день, що одночасно відповідають таким вимогам:
- у біржових контрактах (договорах) передбачено, що вони повинні бути виконані в день укладання таких біржових контрактів (договорів);
- контракти (договори) укладено на підставі анонімних заявок;
- протягом торговельної сесії зафіксована фондовою біржею кількість укладених біржових контрактів (договорів) не менше трьох на загальну суму не менше 1000 неоподатковуваних мінімумів доходів громадян;
- біржові контракти (договори) прийнято кліринговим депозитарієм до виконання у формі відомості сквитованих розпоряджень (особою, що провадить клірингову діяльність, у формі реєстру укладених договорів), та за цими біржовими контрактами (договорами) фондовою біржею отримано підтвердження від клірингового депозитарію (особи, що провадить клірингову діяльність) про факт завершення розрахунків у день укладання таких біржових контрактів (договорів).
При розрахунку біржового курсу його значення округлюється до чотирьох значущих цифр після коми.
Біржовий курс цінного папера, за яким не відбувалися торги в торговельний день, не визначається за такий торговельний день.
Біржовий курс цінного папера, розрахований відповідно до вимог цього Порядку, може бути використаний з метою визначення ставки особливого податку за операціями з відчуження такого цінного папера за біржовими контрактами (договорами) протягом 60 календарних днів з дати останнього визначення біржового курсу.
Головна відмінність біржового валютного курсу від звичайного у тому, що він встановлюється у режимі реального часу на торгах. Наприклад, таке можна побачити на платформі Форекс. Якщо зайти на будь-який брокерський сайт цього ринку, то в очі впадає графік. Це реальна зміна котирувань не тільки за день, а й години, хвилини, секунди.
ЯК ПЕРЕГЛЯНУТИ БІРЖОВИЙ КУРС ВАЛЮТ ОНЛАЙН
Є окремі сайти, де вказані всі котирування валют різних країн разом з графіками. Вони ж є і на валютних біржах, брокерських сайтах, де ведуться торги. Всі ці дані відображаються в режимі реального часу. Важливий і порячдок цифр, він вказаний аж до сотих і навіть тисячних.
Досвідчені трейдери дивляться біржовий курс валют онлайн на живому графіку у вигляді свічок. Там краще видно найменші зміни, які і дозволяють провести детальний аналіз курсових коливань. Трейдер купують і продає валюту по онлайн-курсу, тому в цій справі відіграють роль навіть секунди. Навіть за цей час значення можуть незначно змінитися.
Якщо, наприклад, відбувається обмін не тисячі доларів, сотень тисяч, то найменші зміни впливають на значення майбутньої спекулятивного прибутку торговця. Роль грає кожен цент і копійка. На торгах біржові котирування - це основний предмет аналізу.